# 駐日マレーシア大使館

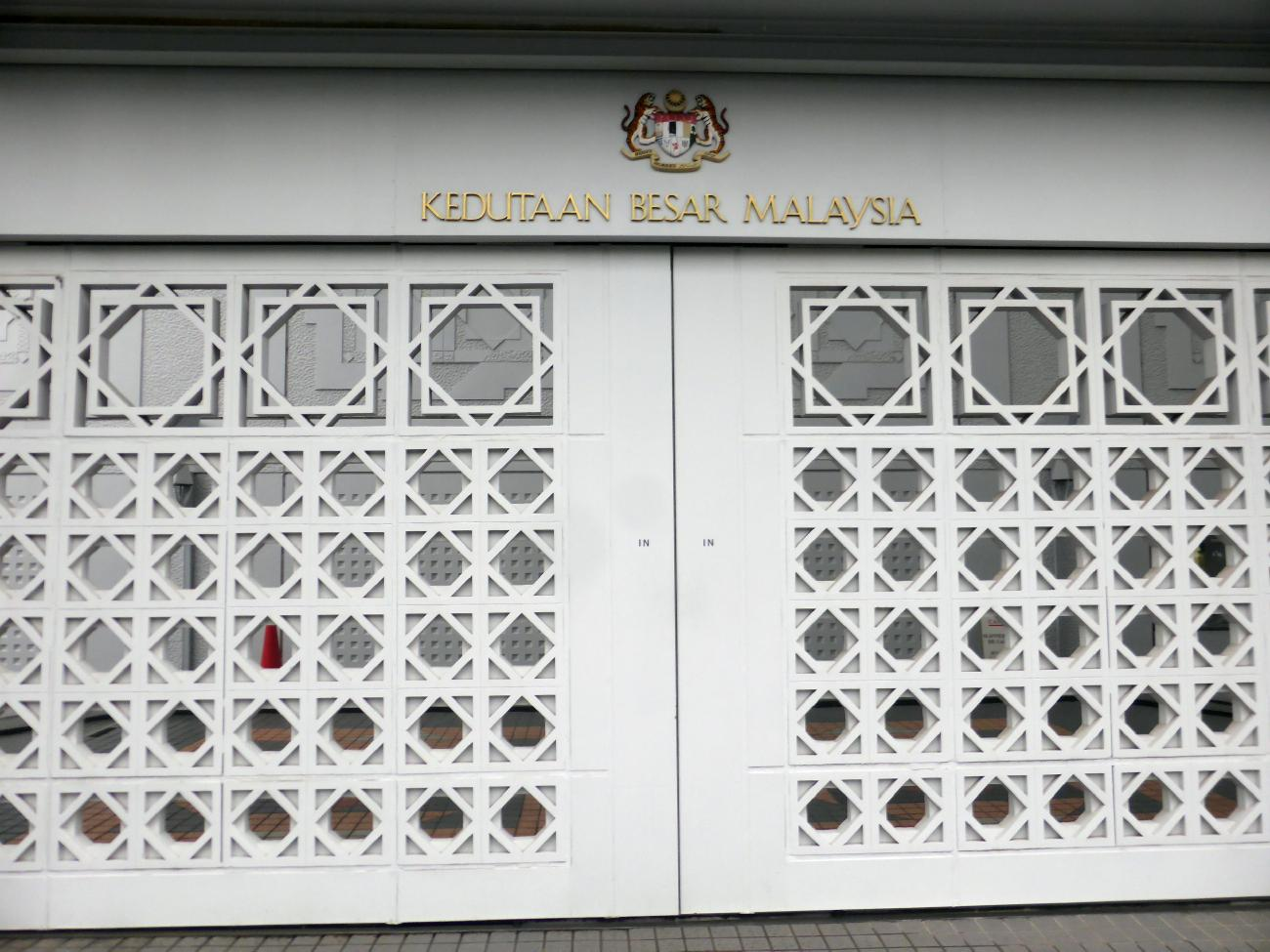
マレーシア大使館正門

駐日マレーシア大使館（マレー語: Kedutaan Besar Malaysia di Jepun / Kedutaan Malaysia di Jepun、英語: Embassy of Malaysia in Japan）は、マレーシアが日本の首都東京に設置している大使館である。在東京マレーシア大使館（マレー語: Kedutaan Besar Malaysia di Tokyo / Kedutaan Malaysia di Tokyo、英語: Embassy of Malaysia in Tokyo）とも。

## 沿革
1957年8月31日に日本とマラヤ連邦の間で外交関係が樹立され、翌1958年に駐日マラヤ連邦大使館（マレー語: Kedutaan Besar Persekutuan Tanah Melayu di Jepun / Kedutaan Persekutuan Tanah Melayu di Jepun、英語: Embassy of the Federation of Malaya in Japan）が設立される。
1963年9月16日にマラヤ連邦がシンガポール、サラワク王国（現・サラワク州）、英領北ボルネオ（現・サバ州）を糾合してマレーシアが成立したが、東京の大使館は駐日マレーシア大使館として存続し、日本との国交や大使交換はその後も維持されている。

## 所在地
| 日本語   | 〒150-0036 東京都渋谷区南平台町20-16             |
| 英語     | 20-16, Nanpeidai-cho, Shibuya-ku, Tokyo 150-0036 |
| アクセス | 東急東横線代官山駅正面口、あるいは渋谷駅南口     |

## 大使
2022年12月26日より、シャフリル・エフェンディ・アブドゥル・ガニーが特命全権大使を務めている。